# Cady (Têt)
Der Cady (katalanisch: El Cadí) ist ein Gebirgsfluss im äußersten Süden Frankreichs, der im Département Pyrénées-Orientales in der Region Okzitanien verläuft.

## Geographie

### Verlauf
Der Cady entspringt im äußersten Osten der Pyrenäen an der Südflanke des Pic du Canigou im Gemeindegebiet von Casteil auf einer Höhe von etwa 2372 m. Er entwässert generell Richtung Nordwest durch den Regionalen Naturpark Pyrénées Catalanes in Nordkatalonien. Er fließt an den Orten Casteil, Vernet-les-Bains und Corneilla-de-Conflent vorbei und mündet nach rund 19 Kilometern bei Villefranche-de-Conflent als rechter Nebenfluss in die Têt.

### Orte am Fluss
(Reihenfolge in Fließrichtung)
- Casteil
- Vernet-les-Bains
- Corneilla-de-Conflent
- Villefranche-de-Conflent

## Sehenswürdigkeiten
- Grottes des Canalettes, sehenswerte Tropfsteinhöhlen am Flussufer bei Corneilla-de-Conflent.[4]